# Chun Lee-Kyung
Chun Lee-Kyung (en hangul: 전이경; en hanja: 全利卿; en forma romanitzada: Jeon I-Gyeong) (Corea del Sud 1976) és una patinadora de velocitat en pista curta sud-coreana, ja retirada, que destacà en aquest esport durant la dècada del 1990.

## Biografia
Va néixer el 6 de gener de 1976 en una població de la província sud-coreana de Gyeongsangbuk-do.

## Carrera esportiva
Va participar, als 16 anys, en els Jocs Olímpics d'Hivern de 1992 realitzats a Albertville (França), si bé únicament fou dotzena en la prova dels 500 metres. En els Jocs Olímpics d'Hivern de 1994 realitzats a Lillehammer (Noruega) aconseguí guanyar dues medalles d'or en les proves de 1.000 m. i 3.000 metres relleus, finalitzant així mateix en la posició quinzena dels 500 metres. En els Jocs Olímpics d'Hivern de 1998 realitzats a Nagano (Japó) aconseguí retenir els seus dos títols olímipcs, aconseguint guanyar així mateix una medalla de bronze en la prova dels 500 metres.
Al llarg de la seva carrera esportiva aconseguí guanyar 29 medalles en el Campionat del Món de patinatge de velocitat en pista curta, destacant tretze medalles d'or. El 2002 fou escollida com a membre del Comitè d'atletes del Comitè Olímpic Internacional (COI).